# Karine Laurent Philippot
Karine Laurent Philippot, född 29 oktober 1974, är en fransk före detta längdskidåkare. Philippot tävlade mellan 1994 och 2012.